# Setsuko Hara
Setsuko Hara (原 節子, Hara Setsuko) est une actrice japonaise, née le 17 juin 1920 à Yokohama et morte le 5 septembre 2015 dans la préfecture de Kanagawa.
Elle commence sa carrière à l'âge de 15 ans et tourne dans plus de cent dix films. Figure emblématique de l'âge d’or du cinéma japonais des années 1950, elle annonce brutalement, à 43 ans, qu'elle arrête le cinéma avant de se retirer dans la ville balnéaire de Kamakura, à une cinquantaine de kilomètres de Tokyo, décor de nombre de ses films mais aussi endroit où se trouve le temple Engaku-ji où sont déposées les cendres du réalisateur Yasujirō Ozu, qui l'a employée à cinq reprises.

## Biographie

### Les débuts au cinéma

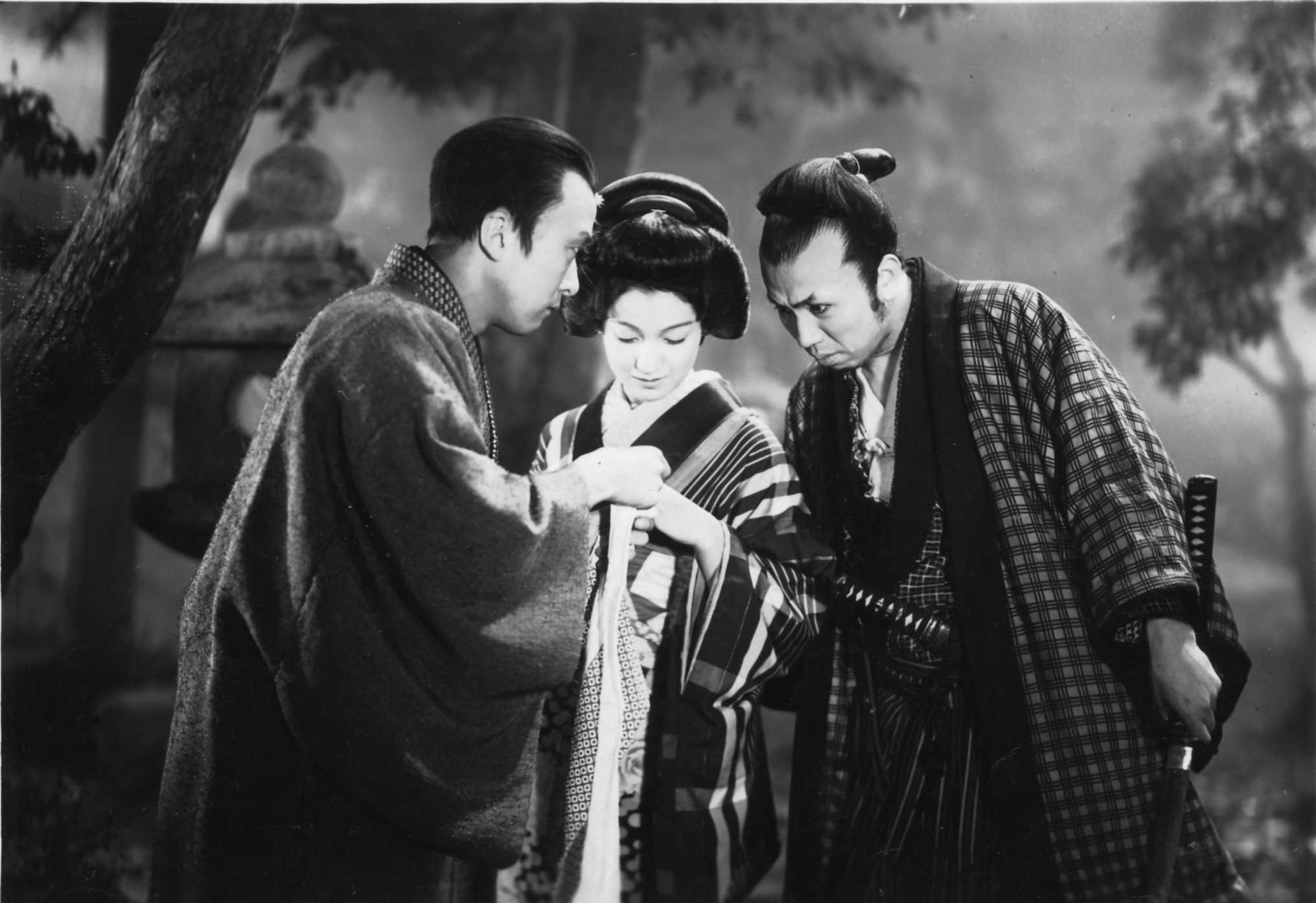
De d. à g. : Chōjūrō Kawarasaki, Setsuko Hara et Kanʼemon Nakamura dans Kōchiyama Sōshun (1936).

Setsuko Hara naît sous le nom de Masae Aida (会田 昌江, Aida Masae) à Tsukimidai, un quartier situé à Hodogaya-ku, arrondissement de Yokohama. Elle est la benjamine d'une fratrie de cinq filles et deux garçons. Son père, un riche négociant en soie brute, perd sa fortune lors de la Grande Dépression de 1929, l’effondrement de la bourse de New York ayant entraîné la chute des exportations de soie. Désireuse d'aider financièrement sa famille, elle quitte les bancs de l'école à l'âge de 14 ans pour entrer à la Nikkatsu par l'entremise de son beau-frère, le réalisateur Hisatora Kumagai,.
Elle apparaît pour la première fois sur les écrans dans N'hésitez pas jeunesse de Satoshi Taguchi (ja) en 1935,. Le personnage qu'elle interprète dans ce premier film se prénomme Setsuko, et c'est ainsi que la Nikkatsu lui attribue le nom de scène de Setsuko Hara. Dans ses premières apparitions, elle campe une adolescente espiègle et débrouillarde et devient vite la lycéenne préférée des japonais. Elle n'a pas 16 ans lorsqu'en 1936 Sadao Yamanaka lui offre un rôle d'importance dans Kōchiyama Sōshun, une adaptation moderne d'une pièce de kabuki de Kawatake Mokuami. Elle incarne la tenancière d'une petite échoppe d'amazake, poussée vers la prostitution à cause de dettes consécutives aux méfaits de son frère, et qui ne doit son salut qu'au sacrifice d'un aigrefin et d'un rōnin.

### Les années de guerre et le cinéma de propagande: 1937-1945

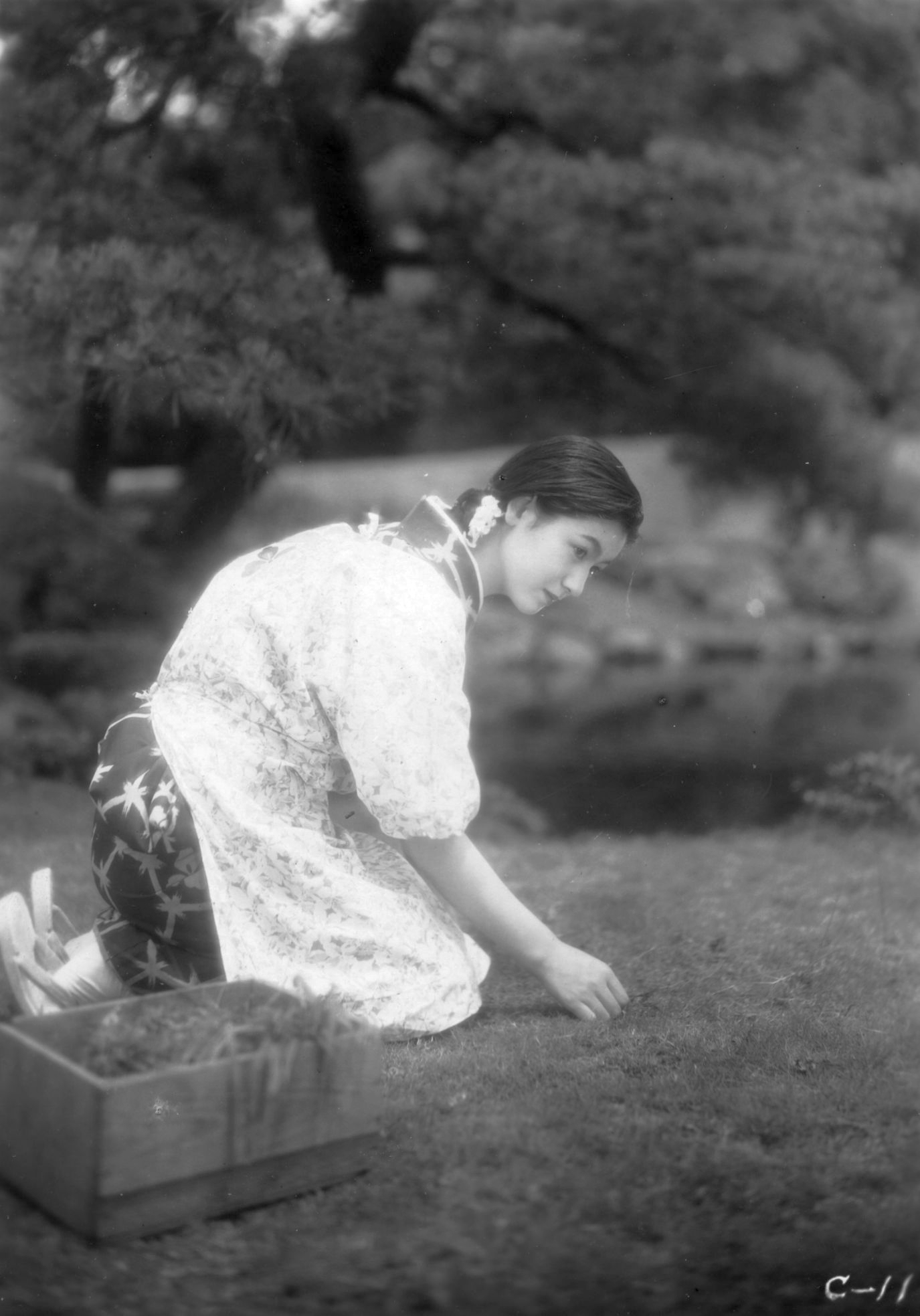
Setsuko Hara dans La Fille du samouraï (1937).

Le cinéaste allemand Arnold Fanck, qui visite en 1936 le studio de la J.O. (ja) à Kyoto pendant le tournage de Kōchiyama Sōshun, remarque Setsuko Hara. Après avoir un temps envisagé Kinuyo Tanaka, c'est elle qu'il choisit pour le rôle titre de son film La Fille du samouraï (1937). Avec sa beauté exotique et ses grands yeux, elle est différente des actrices alors en vogue au Japon. Cette production germano-japonaise propagandiste, co-dirigée par Mansaku Itami, est destinée à familiariser le public allemand avec le Japon. Elle y tient le rôle d'une jeune femme qui tente vainement de se jeter dans un volcan quand son fiancé de retour de Berlin tombe amoureux d'une journaliste allemande.
Fort du succès du film au Japon, elle part cette même année en Europe et aux États-Unis pour promouvoir le film. Elle est accompagnée par son beau-frère Hisatora Kumagai et le voyage qui la mène du Mandchoukouo, à Berlin et dans plusieurs villes allemandes, puis à Paris, New York, Los Angeles et Hollywood, dure quatre mois. En Allemagne, elle est accueillie comme une invitée officielle par Joseph Goebbels, le ministre de la Propagande,, épisode de grand malaise pour la jeune femme qui ne comprend pas très bien ce qu'on attend d'elle. Mais elle a aussi l’occasion de rencontrer partout où elle va des personnalités éminentes du cinéma, comme Jean Renoir à Paris, Josef von Sternberg et Marlene Dietrich, avec qui elle dîne à Hollywood,. Son retour, juste avant que n'éclate la guerre, est triomphal et la jeune comédienne est qualifiée par le magazine féminin Fujokai de « star mondiale » et de « premier espoir du cinéma japonais ».
En 1937 commence la seconde guerre sino-japonaise et le 1er octobre 1939 la loi sur le cinéma qui vise à placer toute la création cinématographique sous le contrôle du gouvernement est mise en application au Japon. Dès lors, Setsuko Hara se retrouve propulsée à l'affiche d'une dizaine de films de propagande militariste voulu par le Japon du début des années 1940. Ainsi la retrouve-t-on dans La Bataille navale à Hawaï et au large de la Malaisie (1943) de Kajirō Yamamoto, réputé pour son impressionnante reproduction du bombardement de Pearl Harbor, Les Kamikazes de la tour de guet (1943) de Tadashi Imai ou encore Vers la guerre décisive dans le ciel (1943) de Kunio Watanabe.
Devenue l'icône d'un cinéma nippon prompt à exalter le nationalisme et l'impérialisme pendant la Seconde Guerre mondiale, Setsuko Hara incarnera pourtant, dès la capitulation, les souffrances d’un peuple victime de la politique belliciste de ses dirigeants.

### L'après guerre

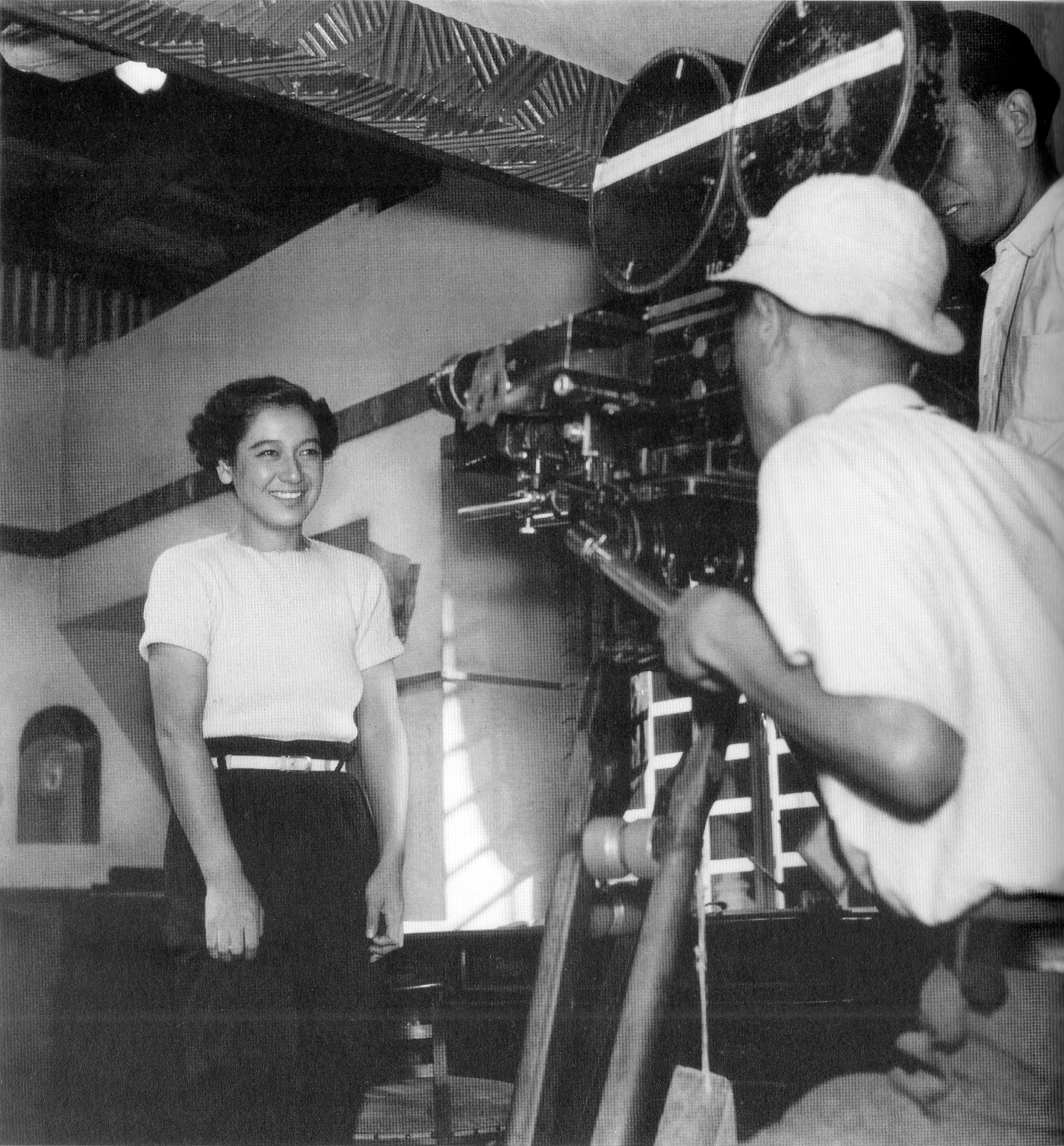
Setsuko Hara filmé par Asakazu Nakai et Akira Kurosawa sur le tournage de Je ne regrette rien de ma jeunesse (photo de Tadahiko Hayashi).

Dès 1945, l'armée d'occupation américaine entreprend la démocratisation des médias et de l'industrie cinématographique du Japon,. Un bureau spécial est créé, la Section d'information et d'éducation civiques (Civil Information and Education Section ou CI&E) qui compte au nombre de ses tâches l'examen des scénarios nouveaux et le compte rendu des produits achevés afin d'encourager la production de films faisant la promotion de la démocratie.
Dans ce contexte, Akira Kurosawa lui offre dans Je ne regrette rien de ma jeunesse en 1946, un rôle de grande amoureuse qui, toute sa vie, devra assumer les conséquences tragiques de son mariage avec un militant pacifiste radical. Se concentrant sur une décennie de la vie d'une femme prise dans la répression politique du régime militariste de la fin des années 1930, le film, sans doute le plus féministe de Kurosawa, permet à Setsuko Hara d'exprimer de manière convaincante une large palette de ses talents, tour à tour lycéenne insouciante, femme au foyer inquiète, prisonnière, veuve puis leader de la réforme agricole. Ce film va considérablement changer l'image de l'actrice et la propulser à nouveau au devant de la scène.

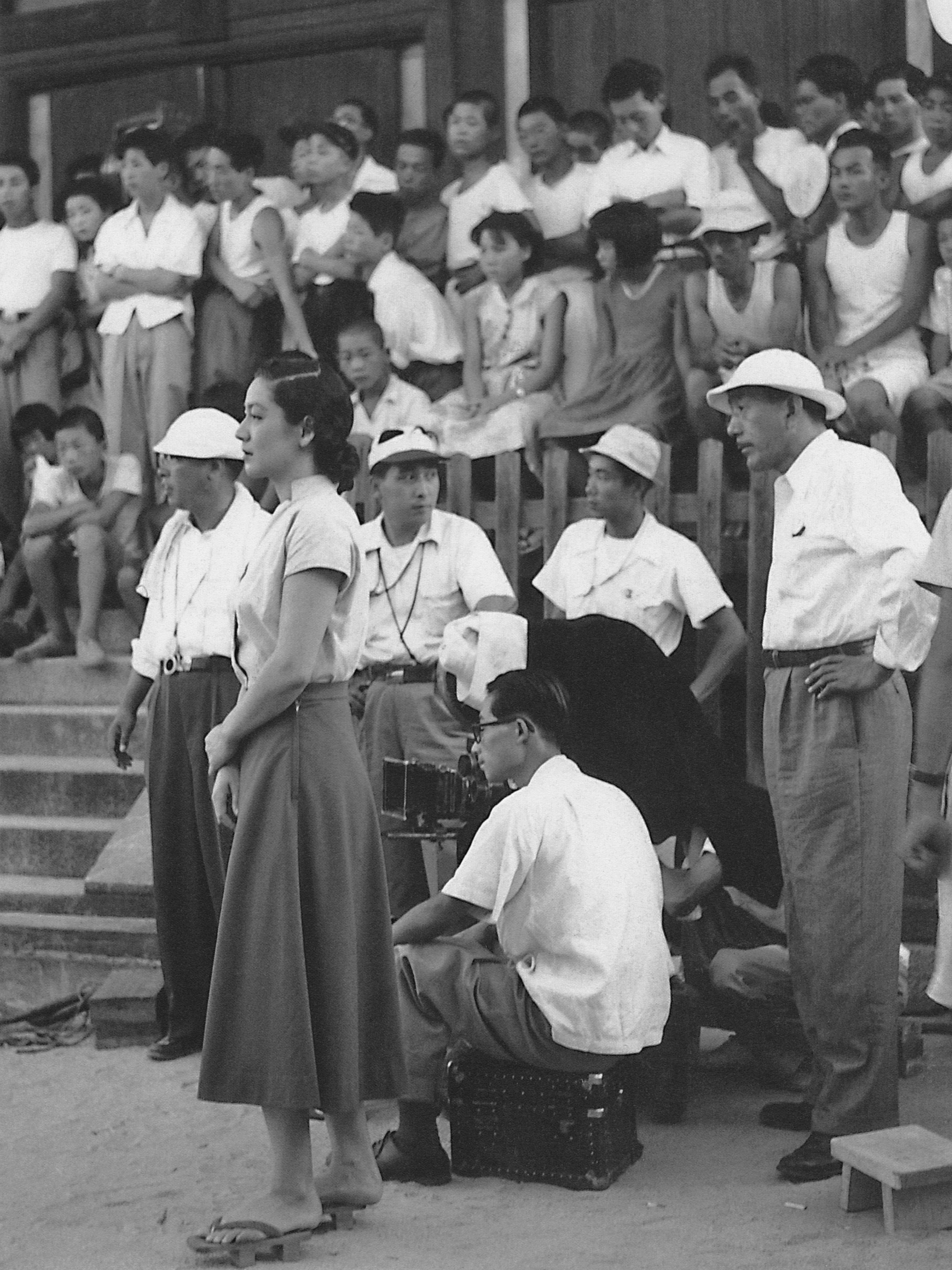
Tournage de Voyage à Tokyo en 1953 avec, au premier plan : Setsuko Hara et Yasujirō Ozu.

Elle arrête subitement sa carrière en 1962, et mène ensuite une vie retirée à Kamakura (dans le quartier de Jōmyōji), refusant d'être photographiée ou d'accorder la moindre interview. Pour cette raison, le critique Donald Richie, spécialiste du cinéma japonais, l'a surnommée la « Greta Garbo du Japon ».
On peut supposer que cette interruption brutale est liée à la relation très intime que Setsuko Hara semble avoir entretenue avec Yasujirō Ozu : celui-ci est en effet décédé en 1963, et ses cendres reposent au Engaku-ji à Kita-Kamakura.
Elle tourne dans plus de 110 films de 1935 à 1962.
Setsuko Hara meurt le 5 septembre 2015 d’une pneumonie,.

## Filmographie
La filmographie de Setsuko Hara est établie à partir de la base de données JMDb.

### Les années 1930

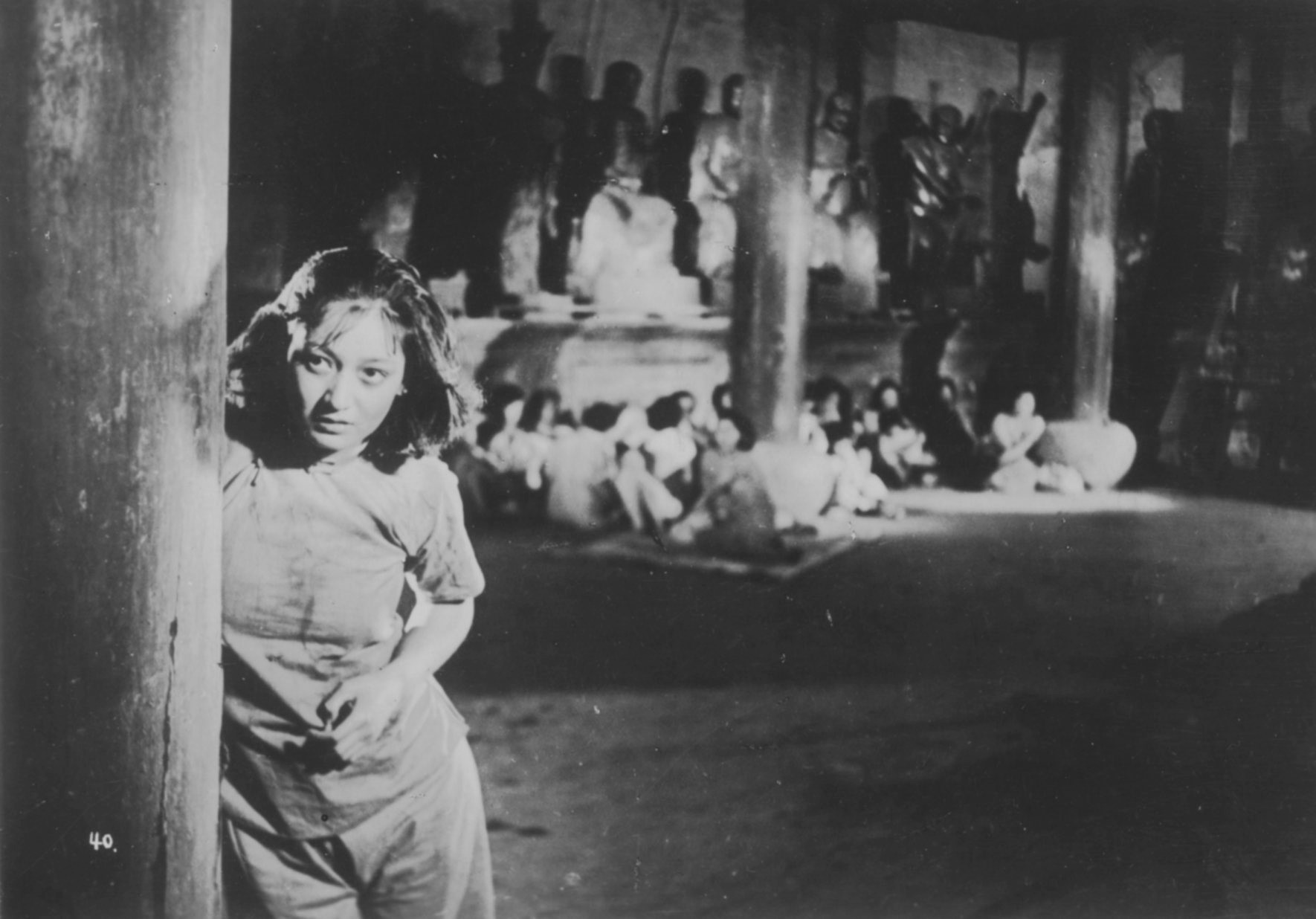
Setsuko Hara dans Shanhai rikusentai (1939).

- 1935 : N'hésitez pas jeunesse (ためらふ勿れ若人よ, Tamerafu nakare wakōdo yo?) de Satoshi Taguchi (ja)
- 1935 : Shin'ya no taiyō (深夜の太陽?) de Fumindo Kurata
- 1935 : Tama o nagero (魂を投げろ?) de Satoshi Taguchi (ja)
- 1935 : La Ligne d'horizon verte I (緑の地平線 前篇, Midori no chiheisen: Zenpen?) de Yutaka Abe
- 1935 : La Ligne d'horizon verte II (緑の地平線 後篇, Midori no chiheisen: Kōhen?) de Yutaka Abe
- 1936 : Une beauté en robe blanche (白衣の佳人, Hakui no kajin?) de Yutaka Abe
- 1936 : Kōchiyama Sōshun (河内山宗俊?) de Sadao Yamanaka : Onami
- 1936 : Yomeiri mae no musumetachi (嫁入り前の娘達?) de Ren Yoshimura
- 1936 : La Couronne de vie (生命の冠, Seimei no kanmuri?) de Tomu Uchida
- 1936 : Tange Sazen: Nikkō no maki (丹下左膳 日光の巻?) de Kunio Watanabe
- 1937 : Kenji to sono imōto (検事とその妹?) de Kunio Watanabe
- 1937 : La Fille du samouraï (Die Tochter des Samurai) de Arnold Fanck et Mansaku Itami : Misuko Yamato
- 1937 : Tōkai bijoden (東海美女伝?) de Tamizō Ishida
- 1937 : Le Chant de ma mère I (母の曲 前篇, Haha no kyoku: Zenpen?) de Satsuo Yamamoto
- 1937 : Le Chant de ma mère II (母の曲 後篇, Haha no kyoku: Kōhen?) de Satsuo Yamamoto
- 1938 : La Légende du géant (巨人伝, Kyojin-den?) de Mansaku Itami : Chiyo
- 1938 : La Symphonie pastorale (田園交響曲, Den'en kōkyōgaku?) de Satsuo Yamamoto : Yukiko
- 1938 : Shōgun no mago (将軍の孫?) de Kunio Watanabe
- 1938 : Une auberge en hiver (冬の宿, Fuyu no yado?) de Shirō Toyoda
- 1939 : Un magnifique départ (美はしき出発, Uruwashiki shuppatsu?) de Satsuo Yamamoto
- 1939 : Les 47 rōnin I (忠臣蔵 前篇, Chūshingura: Zenpen?) d'Eisuke Takizawa
- 1939 : Les 47 rōnin II (忠臣蔵 後篇, Chūshingura : Kōhen?) de Kajirō Yamamoto
- 1939 : Shanhai rikusentai (上海陸戦隊?) de Hisatora Kumagai
- 1939 : La Ville (街, Machi?) de Satsuo Yamamoto
- 1939 : La Classe des femmes - À l'école - Les Sept images (女の教室・学校の巻 七つの俤, Onna no kyōshitsu: Gakkō no maki: Nanatsu no omokage?) de Yutaka Abe
- 1939 : La Classe des femmes II (女の教室 中・後篇, Onna no kyōshitsu: Kōhen?) de Yutaka Abe
- 1939 : Tōkyō no josei (東京の女性?) d'Osamu Fushimizu

### Les années 1940
- 1940 : La Lumière et l’ombre (光と影, Hikari to kage?) de Yasujirō Shimazu
- 1940 : Donzūki (東遊記?) de Toshio Ōtani (ja)
- 1940 : Jusqu’au jour du mariage (嫁ぐ日まで, Totsugu hi made?) de Yasujirō Shimazu
- 1940 : La Princesse serpent (蛇姫様, Hebihime-sama?) de Teinosuke Kinugasa
- 1940 : Quartier de femmes (女の街, Onna no machi?) de Tadashi Imai
- 1940 : Un monde à deux (二人の世界, Futari no sekai?) de Yasujirō Shimazu
- 1940 : La Promesse des sœurs (姉妹の約束, Shimai no yakusoku?) de Satsuo Yamamoto
- 1941 : La Jeune Épouse de mon frère (兄の花嫁, Ani no hanayome?) de Yasujirō Shimazu
- 1941 : Ōinaru kanjō (大いなる感情?) de Jun'ichi Fujita (ja)
- 1941 : Physiologie du mariage (結婚の生態, Kekkon no seitai?) de Tadashi Imai
- 1941 : Shidō monogatari (指導物語?) de Hisatora Kumagai
- 1942 : La Jeunesse de l'espoir (希望の青空, Kibo no aozora?) de Kajirō Yamamoto
- 1942 : Seishun no kiryū (青春の気流?) d'Osamu Fushimizu
- 1942 : Sakyū (砂丘?) de Kenji Shimomura (ja)
- 1942 : Wakai sensei (若い先生?) de Takeshi Satō (ja)
- 1942 : La Terre verte (緑の大地, Midori no daichi?) de Yasujirō Shimazu
- 1942 : La Carte d’une mère (母の地図, Haha no chizu?) de Yasujirō Shimazu
- 1942 : La Bataille navale à Hawaï et au large de la Malaisie (ハワイ・マレー沖海戦, Hawai Marē oki kaisen?) de Kajirō Yamamoto :  Kikuko Tomoda
- 1943 : La Guerre de l'opium (阿片戦争, Ahen sensō?) de Masahiro Makino : Ai Lang
- 1943 : Les Kamikazes de la tour de guet (望楼の決死隊, Bōrō no kesshitai?) de Tadashi Imai
- 1943 : Wakaki hi no yorokobi (若き日の歓び?) de Takeshi Satō (ja)
- 1943 : Vers la guerre décisive dans le ciel (決戦の大空へ, Kessen no ōzora e?) de Kunio Watanabe
- 1943 : Vent chaud (熱風, Neppū?) de Satsuo Yamamoto
- 1944 : La Mer en colère (怒りの海, Ikari no umi?) de Tadashi Imai
- 1945 : Kita no san-nin (北の三人?) de Kiyoshi Saeki
- 1946 : Midori no fūrusatō (緑の故郷?) de Kunio Watanabe
- 1946 : Reijin (麗人?) de Kunio Watanabe
- 1946 : Je ne regrette rien de ma jeunesse (わが青春に悔なし, Waga seishun ni kuinashi?) d'Akira Kurosawa : Yukie Yagihara
- 1947 : Kakedashi jidai (かけ出し時代?) de Kiyoshi Saeki
- 1947 : Le Bal de la famille Anjo (安城家の舞踏会, Anjō-ke no butōkai?) de Kōzaburō Yoshimura : Atsuko
- 1947 : Onna dake no yoru (女だけの夜?) de Fumindo Kurata
- 1947 : Sanbon yubi no otoko (三本指の男?) de Sadatsugu Matsuda
- 1948 : Tentation (誘惑, Yuwaku?) de Kōzaburō Yoshimura
- 1948 : Toki no teisō: Zenpen (時の貞操 前篇?) de Ren Yoshimura
- 1948 : Toki no teisō: Kōhen (時の貞操 後篇?) de Ren Yoshimura
- 1948 : Fuji sanchō (富士山頂?) de Kiyoshi Saeki
- 1948 : Taifuken no onna (颱風圏の女?) de Hideo Ōba
- 1948 : Kōfuku no genkai (幸福の限界?) de Keigo Kimura
- 1949 : Tono-sama hoteru (殿様ホテル?) de Fumindo Kurata
- 1949 : Un toast pour mademoiselle (お嬢さん乾杯, Ojōsan kanpai?) de Keisuke Kinoshita : Yasuko Ikeda
- 1949 : La Montagne bleue (青い山脈, Aoi sanmyaku?) de Tadashi Imai : Yukiko Shimazaki
- 1949 : La Montagne bleue (seconde partie) (続青い山脈, Zoku aoi sanmyaku?) de Tadashi Imai : Yukiko Shimazaki
- 1949 : Printemps tardif (晩春, Banshun?) de Yasujirō Ozu : Noriko Somiya

### Les années 1950
- 1950 : Shirayuki-sensei to kodomo-tachi (白雪先生と子供たち?) de Ren Yoshimura : Kayoko Amamiya
- 1950 : Joi no shinsatsushitsu (女医の診察室?) de Ren Yoshimura
- 1950 : Arupusu monogatari: Yasei (アルプス物語 野性?) de Tsutomu Sawamura
- 1950 : Nanairo no hana (七色の花?) de Masahisa Sunohara (en)
- 1951 : L’Idiot (白痴, Hakuchi?) d'Akira Kurosawa : Taeko Nasu
- 1951 : Été précoce (麦秋, Bakushū?) de Yasujirō Ozu : Noriko
- 1951 : Le Repas (めし, Meshi?) de Mikio Naruse : Michiyo Okamoto
- 1952 : Le Vent, encore (風ふたゝび, Kaze futatabi?) de Shirō Toyoda
- 1952 : Kin no tamago (金の卵?) de Yasuki Chiba
- 1952 : Tōkyō no koibito (東京の恋人?) de Yasuki Chiba : Yuki
- 1953 : Koi no fūunji (恋の風雲児?) de Kajirō Yamamoto
- 1953 : Shirauo (白魚?) de Hisatora Kumagai
- 1953 : Voyage à Tokyo (東京物語, Tōkyō monogatari?) de Yasujirō Ozu : Noriko
- 1954 : Le Grondement de la montagne (山の音, Yama no oto?) de Mikio Naruse : Kikuko Ogata
- 1955 : Nobuko dans les nuages (ノンちゃん雲に乗る, Non-chan kumo ni noru?) de Fumindo Kurata
- 1955 : Uruwashiki haha (美しき母?) de Hisatora Kumagai
- 1956 : Pluie soudaine (驟雨, Shūu?) de Mikio Naruse : Fumiko
- 1956 : Aijō no kessan (愛情の決算?) de Shin Saburi
- 1956 : Kon'yaku sanbagarasu (婚約三羽烏?) de Toshio Sugie
- 1956 : Jōshū to tomo ni (女囚と共に?) de Seiji Hisamatsu
- 1956 : Ani to sono imōto (兄とその妹?) de Shūe Matsubayashi
- 1957 : Ōban (大番?) de Yasuki Chiba
- 1957 : Crépuscule à Tokyo (東京暮色, Tōkyō boshoku?) de Yasujirō Ozu : Takako Numata
- 1957 : Chieko shō (智恵子抄?) de Hisatora Kumagai
- 1957 : Zoku Ōban: Fūun hen (続大番 風雲編?) de Yasuki Chiba
- 1957 : Saigo no dassō (最後の脱走?) de Senkichi Taniguchi
- 1957 : Zokuzoku Ōban: Dōto uhen (続々大番 怒濤篇?) de Yasuki Chiba
- 1958 : Onna de aru koto (女であること?) de Yūzō Kawashima
- 1958 : Jours de congé à Tokyo (東京の休日, Tōkyō no kyūjitsu?) de Kajirō Yamamoto
- 1958 : Ōban: Kanketsu hen (大番 完結篇?) de Yasuki Chiba
- 1959 : Onna gokoro (女ごころ?) de Seiji Maruyama
- 1959 : La Naissance du Japon (日本誕生, Nippon tanjō?) de Hiroshi Inagaki

### Les années 1960
- 1960 : Robō no ishi (路傍の石?) de Seiji Hisamatsu
- 1960 : Filles, épouses et une mère (娘・妻・母, Musume tsuma haha?) de Mikio Naruse : Sanae Soga
- 1960 : Un médecin courageux (ふんどし医者, Fundoshi isha?) de Hiroshi Inagaki
- 1960 : Fin d'automne (秋日和, Akibiyori?) de Yasujirō Ozu : Akiko Miwa
- 1961 : Bojō no hito (慕情の人?) de Seiji Maruyama
- 1961 : Dernier Caprice (小早川家の秋, Kohayagawake no aki?) de Yasujirō Ozu : Akiko
- 1962 : Musume to watashi (娘と私?) de Hiromichi Horikawa
- 1962 : Les 47 Rōnin (忠臣蔵 花の巻 雪の巻, Chūshingura: Hana no maki, yuki no maki?) de Hiroshi Inagaki

## Distinctions

### Récompenses
- 1950 : prix Mainichi de la meilleure actrice pour Printemps tardif, La Montagne bleue et Un toast pour mademoiselle[17]
- 1952 : prix Mainichi de la meilleure actrice pour Le Repas et Été précoce[18]
- 1952 : prix Blue Ribbon de la meilleure actrice pour Le Repas et Été précoce[19]

## Postérité
Setsuko Hara a servi d'inspiration au film d'animation Millennium Actress (2001) de Satoshi Kon,.
Du 17 novembre au 11 décembre 2020, le National Film Archive of Japan consacre une vaste rétrospective de vingt-trois de ses films à l'occasion du centenaire de sa naissance,.